# أيوب أوديشو
أيوب أوديشو وهو لاعب ومدرب كرة قدم عراقي من أصل آشوري ولد في سنة 1960 في مدينة بغداد عاصمة العراق لعب مع نادي الطلبة العراقي كما لعب في مركز الدفاع مع منتخب العراق لكرة القدم من سنة 1979 إلى سنة 1987 ولعب ل38 مباراة دولية مع العراق وبعد اعتزالة امتهن التدريب ودرب عدة أندية عراقية وعربية منها نادي القوة الجوية ونادي نفط الوسط ونادي الطلبة ونادي الزوراء ونادي سلام زغرتا ونادي الإخاء ونادي الصفاء الرياضي في لبنان وبعدها درب نادي الجيش الرياضي في سوريا وثم عاد إلى العراق ليدرب نادي أربيل الرياضي وثم نادي القوة الجوية العراقي، في سنة 1997 درب منتخب العراق لكرة القدم لفترة قصيرة. و اخر الفرق الذي دربها نادي القوة الجوية و تعذر عن اكمال المشوار مع الصقور بسبب اسباب صحية، وهو اكثر مدرب حقق دوري نجوم العراق برصيد 4 ألقاب.

## الإحصائيات التدريبية
آخر تحديث مارس 2020.
| الفريق            | الجنسية | من            | إلى          | السجل | السجل | السجل | السجل | السجل  |
| الفريق            | الجنسية | من            | إلى          | م     | ف     | ت     | خ     | فوز %  |
| ----------------- | ------- | ------------- | ------------ | ----- | ----- | ----- | ----- | ------ |
| منتخب العراق      | العراق  | حزيران 1997   | حزيران 1997  | 2     | 1     | 0     | 1     | 050٫00 |
| نادي الجيش        | سوريا   | 2009          | 2010         | 32    | 21    | 6     | 5     | 065٫63 |
| نادي الطلبة       | العراق  | 6 حزيران 2015 | 18 آذار 2017 | 24    | 10    | 9     | 5     | 041٫67 |
| نادي نفط الوسط    | العراق  | 18 آذار 2017  | آب 2017      | 5     | 2     | 2     | 1     | 040٫00 |
| نادي الزوراء      | العراق  | 23 آب 2017    | شباط 2019    | 73    | 46    | 23    | 4     | 063٫01 |
| نادي القوة الجوية | العراق  | 23 مارس 2019  | آب 2021      | 53    | 36    | 13    | 4     | 067٫92 |
| المجموع           | المجموع | المجموع       | المجموع      | error | 118   | 53    | 19    | 062٫43 |